# هاوارد پرسی رابرتسون
هاوارد پرسی رابرتسون (انگلیسی: Howard Percy Robertson؛ زاده ۲۷ ژانویهٔ ۱۹۰۳ درگذشته ۲۶ اوت ۱۹۶۱) یک ریاضیدان و فیزیکدان آمریکایی بود و آوازه اش به خاطر کارهایش در زمینه کیهان‌شناسی فیزیکی و اصل عدم قطعیت است.